# Ausangate
Der Ausangate (auch Auzangate, Quechua: Awsanqati) ist mit einer Höhe von 6384 m der fünfthöchste Berg von Peru. Er befindet sich südöstlich von Cusco am westlichen Rand der Cordillera Vilcanota. Seine Erstbesteigung erfolgte 1953 durch Jürgen Wellenkamp, Fritz März, Heinz Steinmetz und Heinrich Harrer über den Westgrat, nachdem Mathias Rebitsch ein Jahr zuvor gescheitert war.
Neben der Besteigung des Berges gibt es auch die Möglichkeit einer (etwa fünftägigen) Umrundung. Diese führt aus Tinki über vier Pässe (von etwa 5000 m) und bietet eine schöne Aussicht auf Gletscher und Bergseen.

## Religiöse Bedeutung
Alljährlich wird an der Nordseite des Ausangate kurz vor dem Fronleichnams-Fest das mehrtägige Fest Quyllur Rit'i („Schneesternfest“) begangen. Tausende Menschen, die Mehrzahl Indigene, pilgern mit ihren Familien in die schneebedeckten Höhen zur Kirche von Sinakara und bringen dem Bildnis des „Herrn von Quyllur Rit'i“, einem wegen seiner Wundertätigkeit berühmten Kruzifix, sowie dem Apu Ausangate und anderen Berggottheiten Opfer dar, um die Kartoffelernte und reichen Viehertrag für das kommende Jahr zu sichern. Die Pilger feiern Messen, opfern Kerzen, beten und lassen ihre Wünsche in einer Art Spiel symbolisch bereits zur Realität werden, indem sie beispielsweise Miniaturhäuser bauen, einen nachgemachten Studienabschluss erwerben oder sich große Summen Spielgeld geben lassen und damit etwa Spielautos, Puppenmöbel oder ähnliche Dinge kaufen oder ihre Bankschulden zurückzahlen. Daneben veranstalten diverse Gruppen kostümierter Tänzer traditionelle Umzüge und Zeremonien.
Die Ukukus, „Bären“ (Cusco-Quechua: ukuku) oder „Wächter“ genannt, sind laut Tradition Söhne eines Bären und einer menschlichen Frau. Sie tragen „Waq'ollo“ genannte Wollmasken und zerrissene Kleidung, sorgen im Lager für Ordnung und ziehen am vorletzten Tag in einem gefährlichen Fußmarsch bis zum Heiligtum auf den Gletscher, wo sie die Nacht verbringen.  Die Rückkehr der Ukukus ins Pilgerlager am letzten Tag bei Sonnenaufgang stellt den Höhepunkt des Festes dar. Traditionell bringen die Wächter Eisstücke mit, die sie vom Gletscher abgeschlagen haben, und verteilen sie unter den Gläubigen (das wurde allerdings in den letzten Jahren von der Kirche verboten, angeblich weil der Gletscher infolge des Klimawandels abschmilzt). Das Eis findet Verwendung als Heilwasser gegen Krankheiten. Die Prozession, bei der regelmäßig Ukukus zu Tode kommen (was von vielen als Manifestation des Berggottes und gutes Omen gedeutet wird), gilt als Erneuerung des Bundes mit dem Berggott. Traditionelles und christliches Brauchtum vermischt sich.